# Все ще Еліс
«Все ще Еліс» (англ. Still Alice) — американсько-французька драматична стрічка режисерів і сценаристів Річарда Ґлетцера і Веша Веста, що вийшла 2014 року. У головних ролях Джуліанн Мур, Алек Болдвін, Крістен Стюарт. Стрічка створена на основі однойменного роману Лізи Джінови.
Вперше фільм продемонстрували 8 вересня 2014 року у Канаді на 39-му Міжнародному кінофестивалі у Торонто. В Україні у кінопрокаті фільм не показувався.

## Сюжет
Еліс Гавленд — професор лінгвістики у Колумбійському університеті, у неї щасливий шлюб, троє дітей. Проте одного дня вона помічає, що забуває слова. Після обстеження Еліс отримує результати — у неї хвороба Альцгеймера на ранній стадії, що передалась їй від матері.

## Творці фільму

### Знімальна група
Кінорежисери — Річард Ґлетцер і Веш Вест, сценаристами були Річард Ґлетцер і Веш Вест, кінопродюсерами — Джеймс Браун, Памела Коффлер, Лекс Лацас, виконавчі продюсери — Емілі Жорж, Селін Реттрей, Марі Савара, Марія Шрайвер, Нік Шумакер, Труді Стайлер і Крістіна Векон. Композитор: Ілан Ешкері, кінооператор — Дені Ленуа, кіномонтаж: Ніколя Шодерже. Підбір акторів — Керрі Барден, Ро Демпсі, Еллісон Естрин, Гантер Лайдон і Пол Шні, Художник-постановник: Томмазо Ортіно, художник по костюмах — Стейсі Баттат.

### У ролях
| Актор              | Персонаж                                    | Роль                                               |
| ------------------ | ------------------------------------------- | -------------------------------------------------- |
| Джуліанн Мур       | Еліс Гавленд англ. Alice Howland            | професор лінгвістики у Колумбійському університеті |
| Алек Болдвін       | Джон Гавленд англ. John Howland             | чоловік Еліс                                       |
| Крістен Стюарт     | Лідя Гавленд англ. Lydia Howland            | наймолодша донька Еліс                             |
| Кейт Босворт       | Анна Гавленд-Джонс англ. Anna Howland-Jones | найстарша донька Еліс                              |
| Гантер Перріш      | Том Гавленд англ. Tom Howland               | син Еліс                                           |
| Шейн МакРі         | Чарлі Джонс англ. Charlie Jones             | чоловік Анни Гавленд-Джонс                         |
| Вікторія Картагена | Хупер англ. Hooper                          | професор                                           |

## Сприйняття

### Критика
Фільм отримав позитивні відгуки: Rotten Tomatoes дав оцінку 90% на основі 125 відгуків від критиків (середня оцінка 7,4/10) і 85% від глядачів зі середньою оцінкою 4/5 (18,814 голосів). Загалом на сайті фільми має позитивний рейтинг, фільму зарахований «стиглий помідор» від кінокритиків і «попкорн» від глядачів, Internet Movie Database — 7,5/10 (18 061 голос), Metacritic — 72/100 (37 відгуків критиків) і 7,9/10 від глядачів (61 голос). Загалом на цьому ресурсі від критиків і від глядачів фільм отримав позитивні відгуки.

### Касові збори
Під час показу у США протягом першого (вузького, з 16 січня 2015 року) тижня фільм був показаний у 12 кінотеатрах і зібрав 197,000 $, що на той час дозволило йому зайняти 32 місце серед усіх прем'єр. Наступного (широкого, з 20 лютого 2015 року) тижня фільм був показаний у 765 кінотеатрах і зібрав 2,166,000 $ (11 місце). Станом на 23 лютого 2015 року показ фільму триває 39 днів (5,6 тижня) і за час показу фільм зібрав у прокаті у США 8,253,000 доларів США (за іншими даними 7,962,989 $) при бюджеті 5 млн $.

### Нагороди і номінації[10]
| Рік  | Нагорода                                           | Категорія                    | Номінант     | Результат |
| ---- | -------------------------------------------------- | ---------------------------- | ------------ | --------- |
| 2015 | 87-а церемонія вручення нагороди «Оскар»           | Найкраща жіноча роль         | Джуліанн Мур | Перемога  |
| 2015 | 68-а церемонія вручення нагороди «БАФТА» у кіно    | Найкраща жіноча роль         | Джуліанн Мур | Перемога  |
| 2015 | 72-га церемонія вручення нагороди «Золотий глобус» | Найкраща жіноча роль (драма) | Джуліанн Мур | Перемога  |

### Виноски
1. 1 2 3  Still Alice: Release Info (англ.). Internet Movie Database. Архів оригіналу за 17 червня 2015. Процитовано 25 лютого 2015.
2. 1 2 3 4  Still Alice (англ.). Box Office Mojo. Архів оригіналу за 19 жовтня 2018. Процитовано 25 лютого 2015.
3. 1 2  Still Alice (англ.). The Numbers. Архів оригіналу за 25 лютого 2015. Процитовано 25 лютого 2015.
4. 1 2  Still Alice (англ.). Internet Movie Database. Архів оригіналу за 17 лютого 2015. Процитовано 25 лютого 2015.
5. ↑  Still Alice (англ.). Allmovie. Архів оригіналу за 19 лютого 2015. Процитовано 25 лютого 2015.
6. 1 2  Still Alice: Full Cast & Crew (англ.). Internet Movie Database. Архів оригіналу за 17 лютого 2015. Процитовано 25 лютого 2015.
7. ↑  Премьеры: Все еще Элис (рос.). Kinopoisk.ru. Архів оригіналу за 27 лютого 2015. Процитовано 25 лютого 2015.
8. ↑  Still Alice (англ.). Rotten Tomatoes. Архів оригіналу за 13 березня 2021. Процитовано 25 лютого 2015.
9. ↑  Still Alice (англ.). Metacritic. Архів оригіналу за 22 січня 2021. Процитовано 25 лютого 2015.
10. ↑  Still Alice: Awards (англ.). Internet Movie Database. Архів оригіналу за 14 лютого 2015. Процитовано 22 лютого 2015.